# Abdoullah Bamoussa
Abdoullah Bamoussa (né le 8 juin 1986 à Oulad Berhil au Maroc) est un athlète italien, spécialiste du 3 000 m steeple.
Mesurant 1,70 m pour 59 kg, il appartient au club: Atletica Brugnera Friulintagli où il est entraîné par: Ezio Rover
Né au Maroc, il vit dans la province de Belluno depuis 1997 et est devenu Italien en juillet 2015. Il habite à Santa Croce del Lago. Ancien ouvrier, il se consacre entièrement à l'athlétisme en mars 2015, en s'entraînant sur la piste de Brugnera. Son premier essai sur 3 000 m steeple date de 2011. Il atteint 8 min 41 s 12 en 2015. Après avoir porté son record à 8 min 32 s en 2016, il est finaliste des Championnats d'Europe 2016, malgré une chute lors du dernier obstacle. Le 2 août 2016, l'IAAF annonce qu'il est sélectionné pour les Jeux olympiques de Rio.